# Robin Eubanks
Robin Eubanks (* 25. Oktober 1955 in Philadelphia, Pennsylvania) ist ein US-amerikanischer Jazzposaunist. Zwischen 1989 und 1995 wurde er von den Kritikern des Down-Beat-Magazins fünfmal zum besten Posaunenspieler der Gegenwart gewählt.

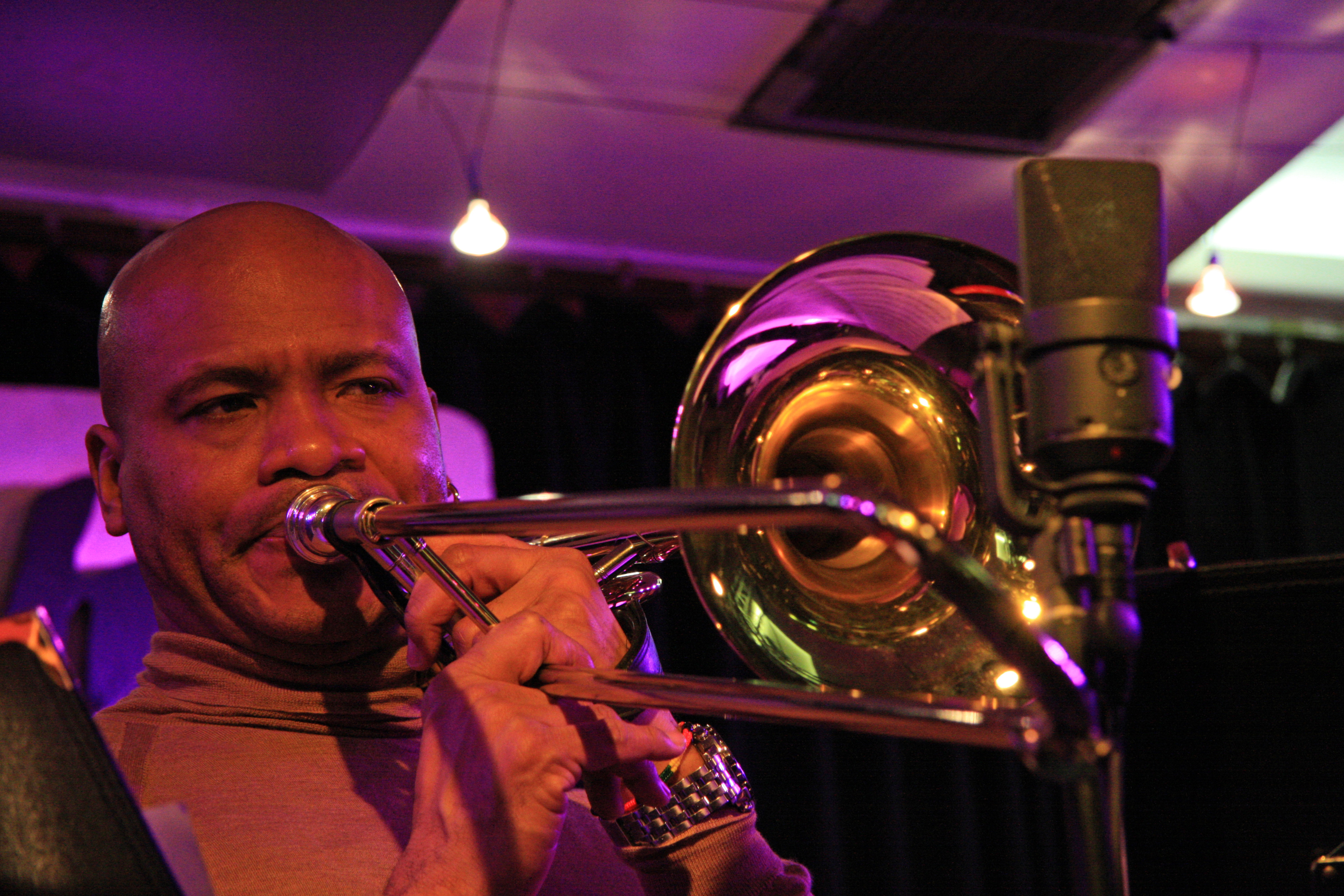
Robin Eubanks

## Leben
Robin Eubanks wurde am 25. Oktober 1955 in Philadelphia in eine äußerst musikalische Familie hinein geboren. Seine Mutter war Musikpädagogin, deren Brüder waren Ray Bryant, ein bekannter Jazzpianist, und der Jazzbassist Tommy Bryant. Eubanks Bruder ist der Gitarrist Kevin Eubanks, der vor allem als musikalischer Leiter der Tonight Show bekannt wurde; sein anderer Bruder Duane Eubanks ist Trompeter in New York. Mit acht Jahren begann Robin Eubanks seine Musikausbildung, zuerst an der Settlement Music School, dann an der Temple University School of Music (beide in Philadelphia). An der University of Arts in Philadelphia studierte er später nicht nur Posaune, sondern auch Musiktheorie, Harmonielehre, Komposition und Arrangieren.

## Wirken
Nach seinem Abschluss zog er nach New York, wo er eine Karriere als freischaffender Jazzmusiker begann. Er spielte seither mit so bekannten Größen wie beispielsweise Elvin Jones, Eddie Palmieri, Sun Ra, Barbra Streisand, The Rolling Stones und Talking Heads. Zweimal wurde er mit dem Grammy ausgezeichnet: Im Jahr 2003 mit der Dave Holland Big Band für das Album What Goes Around und im Jahr 2004 mit Michael Breckers Quindectet für das Album Wide Angels.
Eubanks war für eine kurze Zeit der musikalische Leiter von Art Blakeys Jazz Messengers. Er arbeitete mit dem M-Base-Kollektiv zusammen und ist Mitglied im Dave Holland Quintet und im SFJazz Collective. Er leitet zwei eigene Formationen EB3 und Mental Images. EB3 ist ein Trio bestehend aus dem Schlagzeuger Kenwood Dennard, der Pianistin Michele Rosewoman und Eubanks. Mental Images ist eine größere Formation mit teilweise wechselnder Besetzung, zu der unter anderen sein Bruder Kevin Eubanks, der Schlagzeuger Billy Kilson und der Bassist Dave Holland gehören.
Zwischen 1984 und 1994 war er Lehrer am renommierten Banff Centre in Alberta, Kanada. Heute ist er Assistant Professor für Jazzposaune am Oberlin Konservatorium in Ohio. Zudem gehört er zum Lehrkörper der Manhattan School of Music und hat unzählige Workshops und Meisterkurse in der ganzen Welt abgehalten. Er ist in jüngster Zeit vermehrt als Komponist tätig. So hat er in den Jahren 2002 und 2003 zwei Kompositionsstipendien erhalten, das eine von Chamber Music America und das andere von ASCAP.

## Diskographische Hinweise

### Aufnahmen unter eigenem Namen
- Wake Up Call (Sirocco Jazz, 1997)
- Karma (JMT/Winter & Winter, 1990)
- Dedication  (JMT/Winter & Winter, 1989)
- Different Perspectives (JMT/Winter & Winter, 1988)
- Mental Images (JMT Records/Winter & Winter, 1994)
- 4:JJ/Slide/Curtis and Al (TCB, 1998)
- Mental Images: Get 2 It (REM, 2001)

### Aufnahmen als Mitspieler (Auswahl)
- Geri Allen: Open on All Sides – In the Middle (minor music, 1987)
- Geri Allen: The Gathering (Verve, 1998)
- Art Blakey & the Jazz Messengers: Live at Montreux and North Sea (Timeless, 1980)
- Art Blakey & the Jazz Messengers: I Get a Kick out of Bu (Soul Note, 1988)
- Kenny Drew Jr: Follow the Spirit (Sirocco Jazz, 2000)
- Joe Henderson: Big Band (Verve, 1992)
- Dave Holland Big Band: What Goes Around (ECM, 2002)
- Dave Holland Quintet: Razor's Edge (ECM, 1987)
- Dave Holland Quintet: Not for Nothin’ (ECM, 2001)
- Dave Holland Quintet: Extended Play (ECM, 2003)
- Freddie Hubbard: Monk, Miles, Train & Cannon (Musicmaster, 1994)
- Freddie Hubbard: God Bless the Child (Musicmaster, 1998)
- Abdullah Ibrahim: Good News from Africa: Portrait (Enja, 1979)
- J. J. Johnson: Brass Orchestra (PolyGram, 1996)
- B.B. King: Live at the Apollo (MCA, 1990)
- Mingus Big Band: Essential Mingus Big Band (Dreyfus, 1996)
- Sun Ra: The Other Side of the Sun (Universe, 1978)
- Leonardo Radicchi: Songs for People (Alfa Music, 2020)
- Herb Robertson: Shades of Bud Powell (JMT, 1988)
- Dr. Lonnie Smith: Breathe (Blue Note, 2021)
- Talking Heads: Naked (Sire, 1988)
- McCoy Tyner Big Band: Uptown/Downtown (Milestone, 1988)
- McCoy Tyner: Incontournables (WEA, 2000)
- Grover Washington Jr.: All My Tomorrows (Sony, 1994)
- Sadao Watanabe: Remembrance (Verve, 1999)